# Hirtenbrunnen (Göttingen)

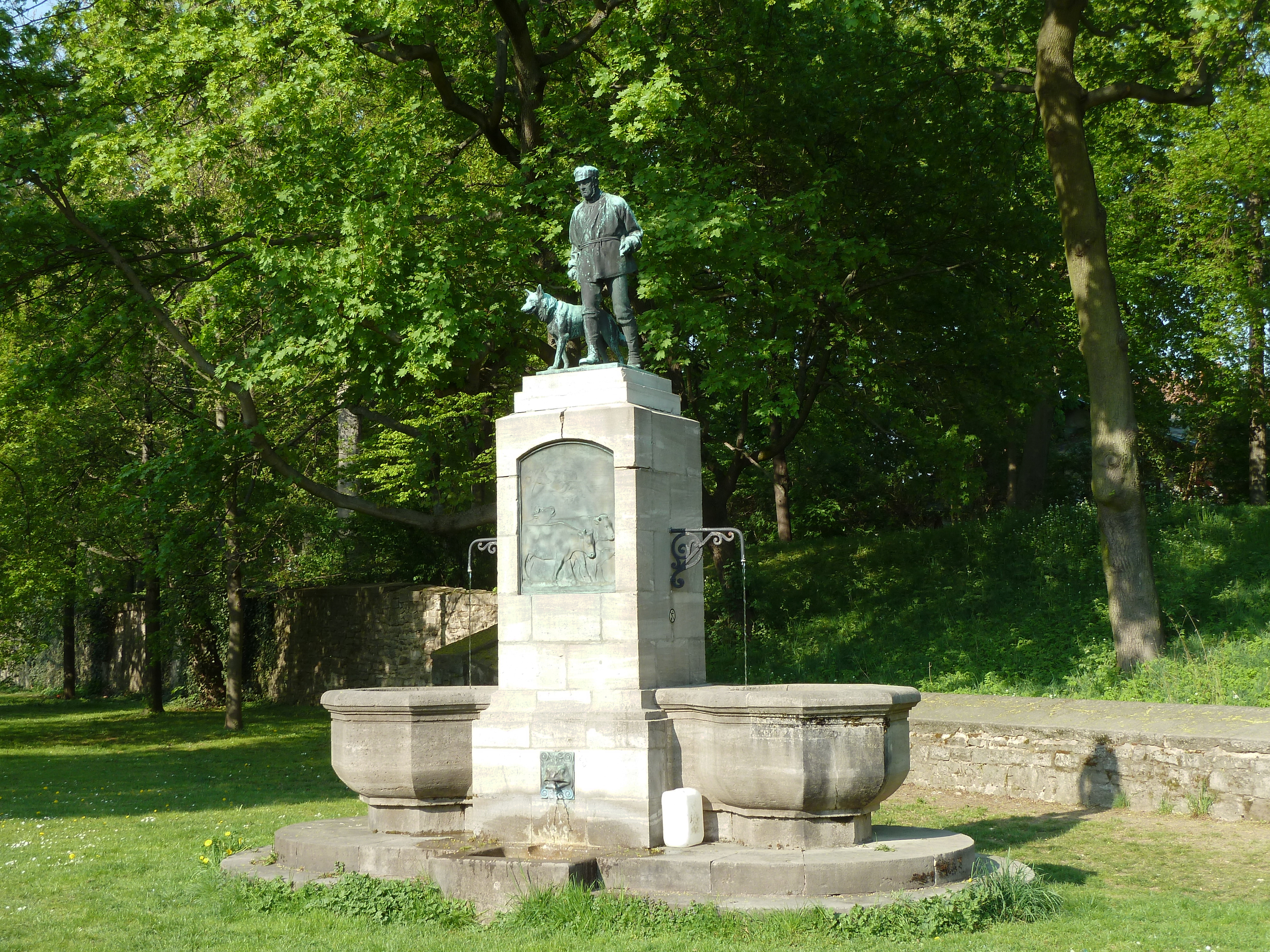
Hirtenbrunnen in Göttingen

Der Hirtenbrunnen in Göttingen ist ein 1914 geschaffener Zierbrunnen am Groner Tor.

## Geschichte und Beschreibung
Der Zierbrunnen ist eine Stiftung des Göttinger Bauunternehmers und Architekten Wilhelm Rathkamp. Die im Mittelbau des Brunnens eingemauerte Stiftungsurkunde berichtet nach der von Rathkamp festgehaltenen Überlieferung: „Ich, Dietrich Wilhelm Rathkamp, Architekt, geboren am 1. Oktober 1861 zu Göttingen, des Maurermeisters und Architekten Conrad Rathkamp Sohn, urkunde hiermit, daß ich meiner lieben Vaterstadt Göttingen diesen Brunnen zu Schmuck und Zierde gestiftet habe, insbesondere auch zum dauernden Gedächtnis an die Zeit, da noch die haus- und viehbesitzenden Göttinger Bürger durch Hirten und Hunde ihre Kuherde täglich während des Sommers aus dem Groner Tore treiben ließen zu Hut und Weide ‚auf dem Masche‘ […]“. Der Entwurf stammte von Wilhelm Rathkamp selbst und er sorgte dafür, dass sein Werk 1915 in mehreren Fachzeitschriften veröffentlicht wurde. Die Figuren und Reliefs schuf der mit Rathkamp befreundete Bildhauer Karl Gundelach aus Hannover. Der Skulpturenguss erfolgte in der Erzgießerei Bernhard Förster in Düsseldorf. Der Muschelkalk des Brunnens stammte von den Deutschen Steinwerken C. Vetter in Eltmann. Die Gesamtkosten beliefen sich auf 16.000 Goldmark. Die Fertigstellung des Brunnen wurde im August 1914 durch den Ausbruch des Ersten Weltkriegs unterbrochen und erfolgte am 26. September 1914. Die Stadt Göttingen nahm den Brunnen „in Eigentum und Schutz“; sie besitzt und pflegt ihn heute noch.
Ursprünglich war der Hirtenbrunnen vor Rathkamps 1872 erbautem Wohn- und Geschäftshaus Groner-Tor-Straße 1 auf einer eingefriedeten „Verkehrsinsel“ des Platzes Groner Tor aufgestellt. 1959 wurde er im Zuge einer Aufweitung der Verkehrsflächen um etwa 50 Meter nach Norden auf eine Grünfläche vor dem Stadtwall versetzt, „etwas verloren und dem Passanten-Verkehr entzogen“. Seit 2002 ist der Laufbrunnen „nach 30 Jahren Trockenheit“ und einer Restaurierung wieder in Betrieb.
Der denkmalhaft auf einer Stufenanlage errichtete und symmetrisch gestaltete Zierbrunnen ist dreiteilig gegliedert: Zu Seiten einer hohen quadratischen Stele sind zwei achteckige Brunnenbecken angeordnet. Vorne und hinten befindet sich auf dem Boden je ein weiterer niedriger Trog, die an eine Viehtränke erinnern.
Rathkamp war historisch interessiert und erinnerte mit seiner Brunnenstiftung an einen zur damaligen Zeit schon längst vergangenen Wirtschaftszweig der Stadtgeschichte: an die Viehhaltung und Weidewirtschaft in Göttingen. Romantisch verewigt wurde der landwirtschaftliche Nebenerwerb Göttinger Bürger und der 1876 eingestellte tägliche Viehaustrieb auf die außerhalb der Stadt gelegenen Maschwiesen, weswegen der Brunnen entsprechend stadtauswärts ausgerichtet ist. Dass Rathkamp zur Erinnerung an den Viehaustrieb einen Brunnen entwarf, nahm Bezug auf den ehemaligen Wasserlauf der sogenannten Kuhleine, die von hier aus in den Leinekanal floss und auch als Viehtränke diente. Den historischen Viehaustrieb zeigt stilisiert ein Bronzerelief an der Vorderseite des Mittelpfeilers. Auf dessen Rückseite zeigt ein weiteres Bronzerelief den früheren Stadteingang an der Groner-Tor-Straße mit zwei mächtigen, von Löwen bekrönten Torpfeilern, die Rathkamps Vater 1872 hatte beseitigen lassen. Oben auf der mittleren Brunnenstele steht stadtauswärts schreitend eine Bronzefigur mit Hütehund, die den historisch verbürgten „Stadt-Kuhhirten“ Christian Friedrich Fraatz darstellen soll, der 1851 das Bürgerrecht erhalten hatte; er war der letzte städtische Kuhhirte Göttingens. Auf der Rückseite der Stele dokumentiert eine kleine Bronzetafel die Stiftung und deren Schöpfer: „Gestiftet & Entwurf / Architekt Wilh. Rathkamp / in Göttingen. / Bildhauerarbeiten von / K. Gundelach, Hannover. / Ao. Dm. 1914.“

Galerie
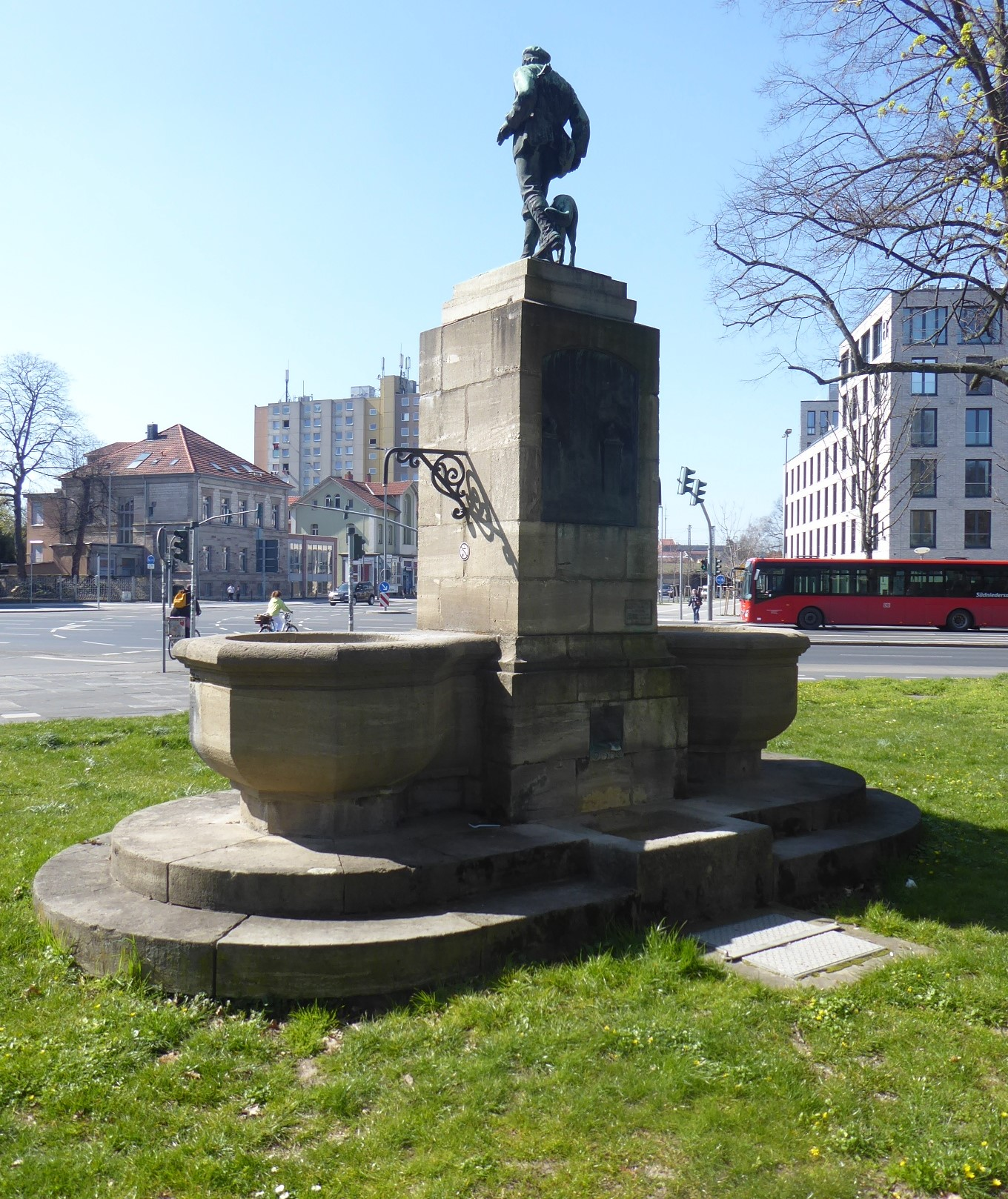
Ansicht des Hirtenbrunnens von hinten, mit Blick stadtauswärts nach Westen
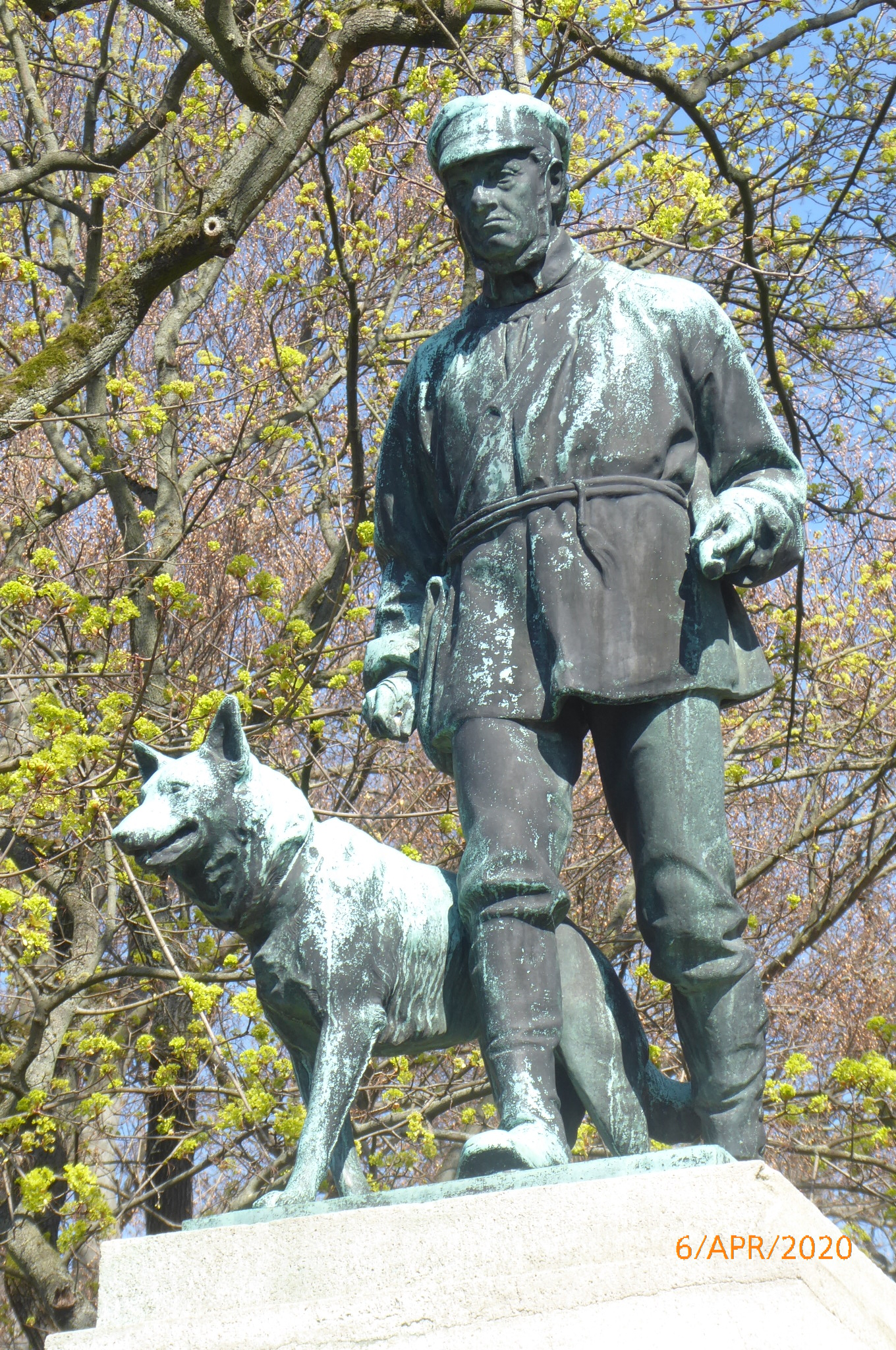
Bronzeskulptur: Kuhhirt Fraatz mit Hütehund
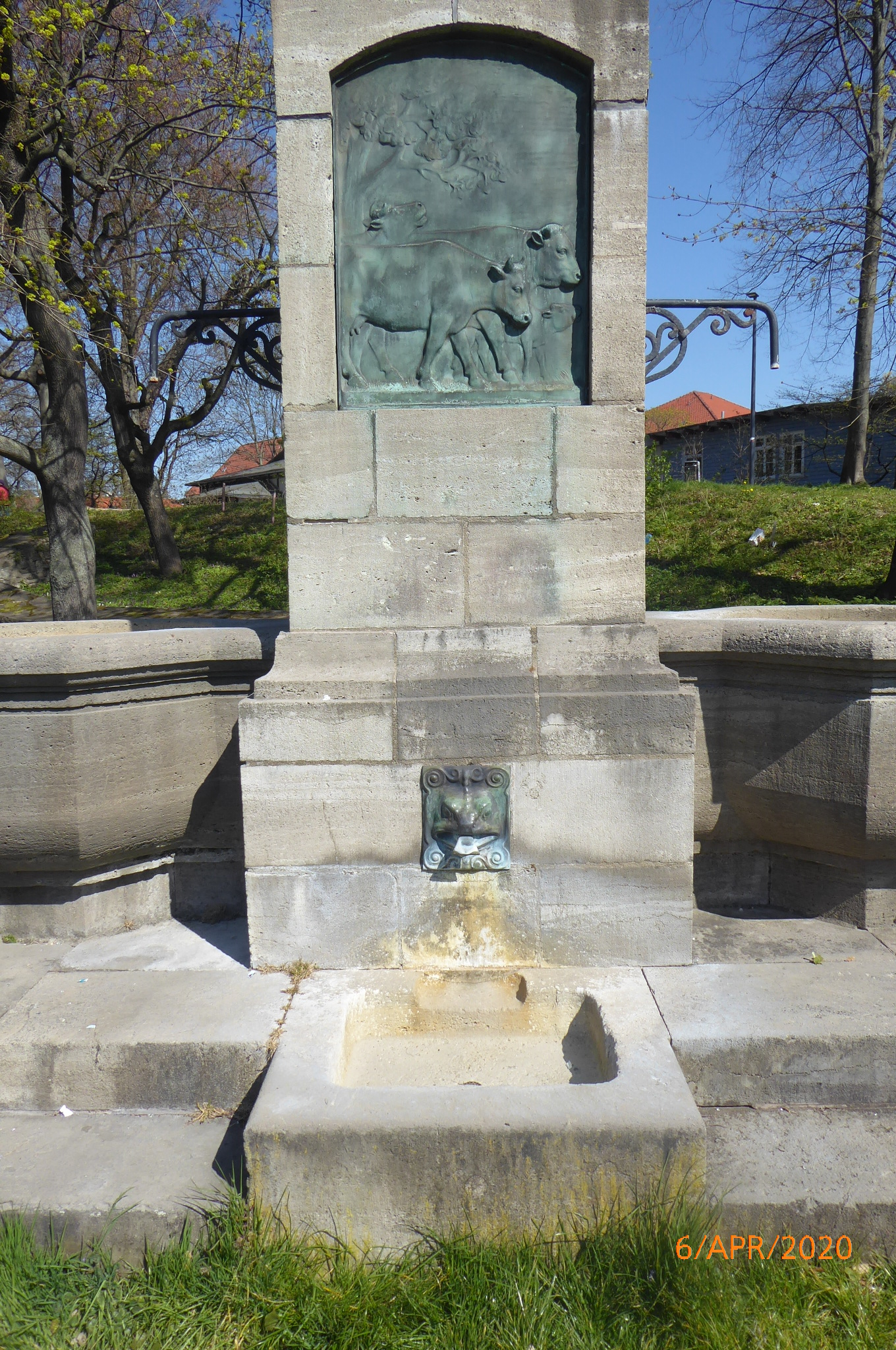
Mittelstele mit Viehtrieb-Bronzerelief
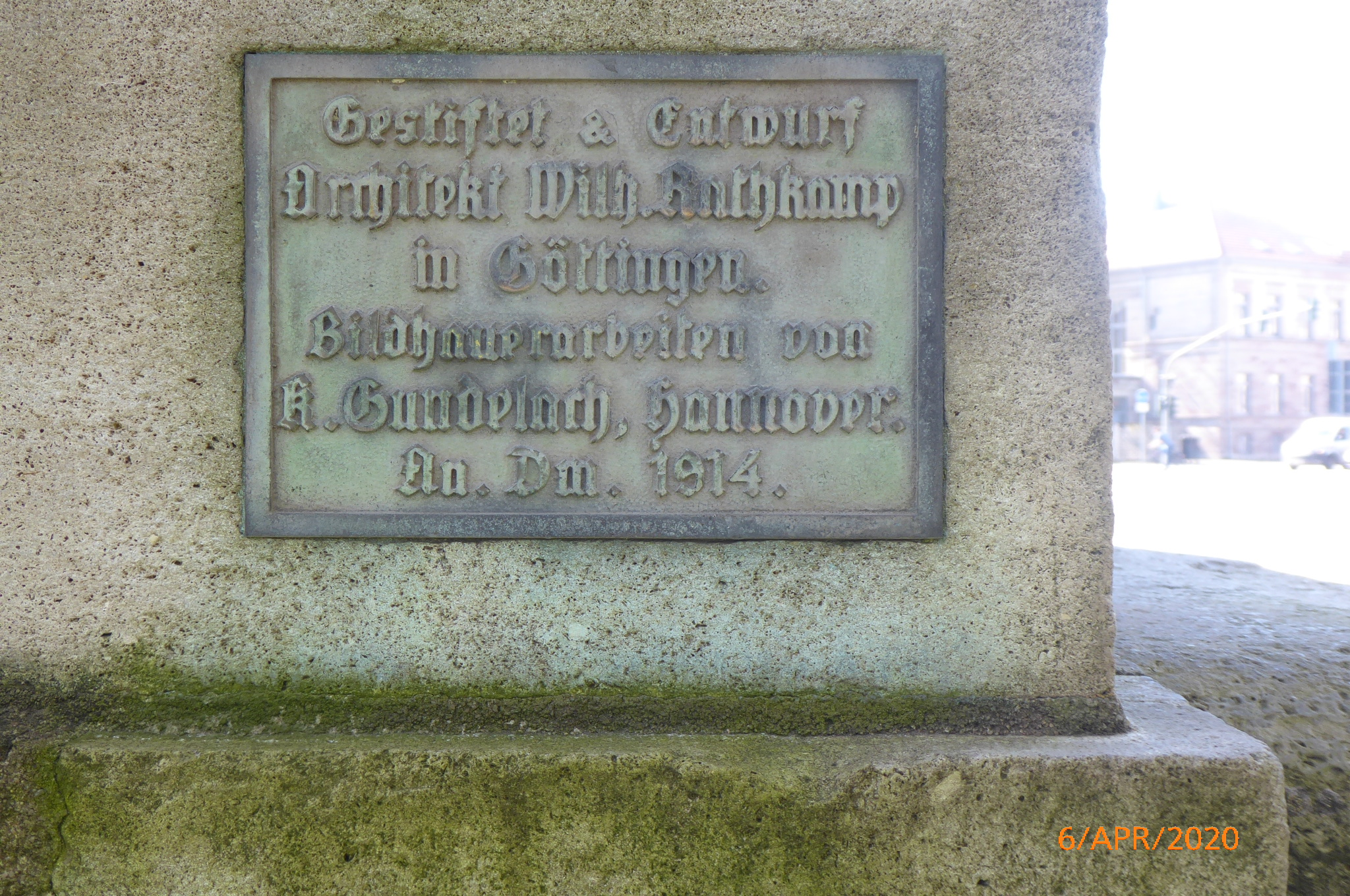
Stifter- und Künstlerplakette auf der Rückseite

## Bedeutung und Denkmalschutz
Der Hirtenbrunnen ist denkmalgeschützt. Zur Denkmalbegründung führte das Niedersächsische Landesamt für Denkmalpflege aus, dass der Brunnen an den für Göttingen bedeutenden Architekten Wilhelm Rathkamp sowie an die Weidewirtschaft der Göttinger Ackerbürger erinnere. Die Brunnenanlage sei ein künstlerisch qualitätvolles Zeugnis des ländlich-heimatverbundenen Denkmalkults der Zeit vor dem Ersten Weltkrieg, zu dem auch Göttingens Wahrzeichen, der Gänseliesel-Brunnen von 1901 auf dem Marktplatz, gehöre. Vergleichbare denkmalgeschützte Brunnen als Hirten- oder Schäfer-Denkmale, die in der Tradition der idealisierenden Kunstgattungen Schäferdichtung, Schäferroman und Schäferspiel zu sehen seien, gäbe es in Osnabrück (Schäferbrunnen ursprünglich von 1904, nachgebildet 1951) und Celle (Schäferbrunnen von 1919, ebenfalls versetzt). In der Ausprägung der Bauaufgabe und Bauform sei der Göttinger Hirtenbrunnen beispielhaft, weswegen an dessen Erhaltung aufgrund seiner geschichtlichen Bedeutung für die Ortsgeschichte, für die Kultur- und Geistesgeschichte, für die Bau- und Kunstgeschichte und wegen seiner künstlerischen Bedeutung ein öffentliches Interesse bestehe.